# Cal Garses (l'Arboç)
Cal Garses és una obra modernista de l'Arboç (Baix Penedès) protegida com a Bé Cultural d'Interès Local.

## Descripció
L'edifici és compost de quatre plantes separades per cornises. Els baixos tenen una porta de llinda i una finestra amb reixa a la banda dreta. La primera planta presenta una gran balconada que recorre tota la façana i que té una sola porta balconera amb llinda. El segon pis té tan sols un balcó amb barana de ferro i llinda col·locat al costat dret de la façana. La tercera planta té dues portes balconeres amb barana de ferro forjat. A sobre hi ha una cornisa i una barana de pedra. Tota la façana és decorada amb uns relleus de flors, cal dir que últim pis presenta un relleu diferent.